# Jacopo Nardi
Jacopo Nardi (20 de julio de 1476-11 de marzo de 1563) fue un hombre de Estado e historiador natural de Florencia, Italia.

## Biografía
Nardi procedía de una familia antigua y noble y fue revestido de cargos honorables, abrazó la carrera de armas para después emplearse en diversas magistraturas y en 1501 fue uno de los priores de la libertad, y del 1522 al 1527 ocupó el cargo municipal de  gonfaloniero 
Nardi, posteriormente, nombrado embajador en Venecia, cuando, más tarde fue ocupada Roma por las bandas del condestable de Borbón, Florencia se subleva contra los Médici, tomando parte activa en esta revolución como uno de sus jefes del partido republicano.
Después de la restauración de los Médici, Nardi fue al exilio, se retira a Venecia y se consagra a la composición de diversas obras los últimos años de su vida, y su "Historia de Florencia" en su obra predilecta según Guinguené, pero como observa Tirasbochi es bien dificultoso según la posición en que se hallaba, no traspasase las líneas de moderación que se exige a un correcto historiador, presentando a los Médici como los opresores de su patria, historia después de la entrada de Carlos VIII de Francia a Florencia en 1494 hasta la caída definitiva de la República de Florencia en 1531, Lyon,1582, in-4º, reimpresa en Florencia en 1584; y una mejor edición por A. Gelli, publicada por Le Monnier a Florencia con el título "Historia florentina", 2 vols. in-12º.
Después de la obra citada sobre Florencia su mejor obra es una traducción italiana de Tito Livio y también sobre un discurso de Cicerón y dejó escrita una biografía de Malespini , poesías satíricas, comedias y en una de ellas el primer ejemplo de versos libres de la poesía italiana, y un tratado político  manuscrito en la Riccardiana.

## Obras
- Vie d'Antoine Giacomini Tebalducci Malespini, Florencia, 1597, in-4º
- I due felici rivali:..., Roma, 1901.
- Istorie della città di Firenze, Firenze, 1888, 2 vols. (A. Gelli)
- Istorie della città di Firenze, Firenze, 1838-41, 2 vols. (L. Arbib)
- Pro Marcello, Venezia, 1536, in-8º.
- Le deche di T.Livio padovano tradotte nella lingua toscana du messer Jacopo Nardi, Venetia, 1540.
- Oratione di M. T. Cicerone a C. Cesare, Vineggia, 1536.
- Comedia di amiticia, Pvia, 1510.
- Vita di Francesco Ferruccio, según M. Poccianti en su "Catálogo de escritores florentinos"
- Orazioni